# Norsk Kvinnesaksforening

Logo mit stilisierter Sonnenblume

Norsk Kvinnesaksforening (NKF; deutsch: Norwegische Frauenrechtsvereinigung; englisch Norwegian Association for Women's Rights) ist eine norwegische überparteiliche Frauenrechtsorganisation. Sie wurde 1884 gegründet und ist die älteste Frauenrechtsorganisation und nach der Liberalen Partei die älteste politische Vereinigung des Landes. NKF setzt sich für einen progressiven, liberalen Feminismus und für „die Gleichstellung der Geschlechter und die Menschenrechte von Frauen und Mädchen durch politische und rechtliche Reformen im Rahmen der liberalen Demokratie“ ein. NKF war ursprünglich mit der Liberalen Partei eng verbunden, und hat heute Mitglieder aus allen liberaldemokratischen Parteien von SV bis Høyre. NKF war immer für Frauen und Männer offen. NKF hat seit 1884 maßgeblich die Gleichstellungspolitik Norwegens beeinflusst.

## Politik

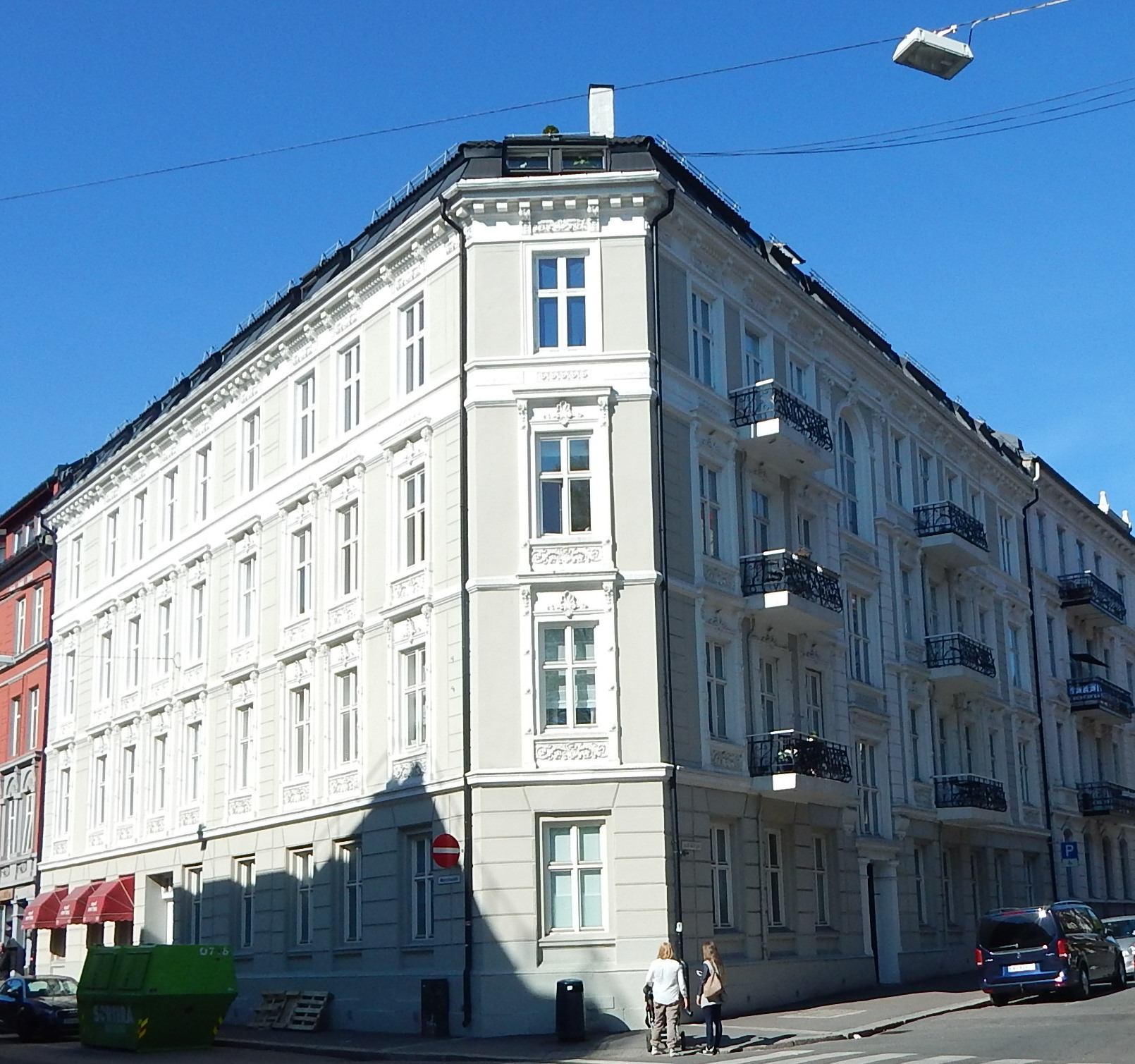
Büro der NKF in Majorstuen in Oslo

Der Fokus der NKF liegt traditionell auf den politischen Frauenrechten, der „öffentlichen Welt“. NKF bezeichnet sich selbst als Norwegens älteste und führende Frauen- und Mädchenrechtsorganisation. NKF setzt sich für „die Gleichstellung der Geschlechter und die Menschenrechte von Frauen und Mädchen durch politische und rechtliche Reformen im Rahmen der liberalen Demokratie“ ein. NKF führte die Idee der Gleichstellung der Geschlechter in die norwegische Politik ein und war lange Zeit die einzige politische Organisation mit dem Ziel der Gleichstellung der Geschlechter.
Die Arbeitsform der NKF ist insbesondere ein konstruktiver Dialog über Gesetzgebung und Politikformulierung mit Regierung und Parlament und die Arbeit in internationalen Gremien wie UNO-Foren. Die norwegische Richterin am Obersten Gerichtshof und zweimalige NKF-Präsidentin Karin Maria Bruzelius hat den liberalen Feminismus der NKF als „realistischen, nüchternen, praktischen Frauenrechtsarbeit“ bezeichnet.

## Geschichte

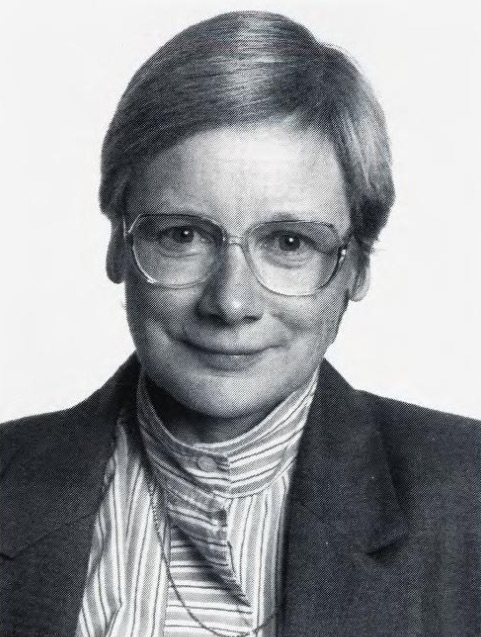
Karin Maria Bruzelius, NKF-Präsidentin 1978–1984 und 2018–2020, war Richterin am Obersten Gerichtshof; zuvor war sie als erste Frau in Norwegen Generalsekretärin eines Ministeriums

NKF wurde 1884 von 171 meist liberalen Persönlichkeiten gegründet. Die Initiatoren waren Gina Krog und Hagbard Berner. Die Gründer hatten eine klare Verbindung zur politischen Elite der damals größten Partei des Landes, der Liberalen Partei. Den Initiatoren gelang es, große Teile des politischen Führungsschichts der liberalen Partei als Gründer zu mobilisieren: Unter den Gründern befanden sich 87 Männer und 84 Frauen, darunter eine Vielzahl von Parlamentsabgeordneten, mit einer Ausnahme alle Parteivorsitzenden und Premierministern der Liberalen Partei bis 1908/09, der spätere konservative Premierminister Francis Hagerup, die Herausgeber der großen liberalen Zeitungen und andere bekannte Persönlichkeiten aus dem politischen und öffentlichen Leben. Drei ihrer ersten Präsidenten waren selbst mit norwegischen Premierministern verheiratet.
NKF war ursprünglich die führende Vereinigung der bürgerlichen Frauenbewegung und lange Zeit eng mit der Liberalen Partei verbunden. Sie hatte seit 1884 eine zentrale Rolle bei der Verabschiedung aller wichtigen Gesetze und Reformen zur Geschlechtergleichstellung. 1896 gründete NKF auch die humanitäre Organisation Norske Kvinners Sanitetsforening (NKS), deren Mitgliederzahl 250.000 erreichten. NKF war immer für Frauen und Männer offen, und unter den Vorstandsmitgliedern in den ersten Jahren waren mehrere Männer wie z. B. Francis Hagerup und der spätere Regierungsanwalt Annæus Johannes Schjødt. Der erste Präsident war der liberale Politiker Hagbard Berner.
Heute ist es eine überparteiliche Frauenrechtsorganisation und hat Mitglieder aus allen liberaldemokratischen Parteien von SV bis Høyre. Die NKF ist Mitglied im International Alliance of Women.
Von 1887 bis 1927 veröffentlichte NKF die Zeitschrift Nylænde (Neues Land), herausgegeben von Gina Krog und später von Fredrikke Mørck. Es war die wichtigste Frauenrechtszeitschrift und eine der einflussreichsten politischen Zeitschriften Norwegens.
Die NKF wird traditionell von Akademikern und Persönlichkeiten des öffentlichen Lebens dominiert. Aufgrund seiner Ausrichtung auf die Rechtsreform hat es seit jeher viele Juristen angezogen. Zu seinen Mitgliedern zählen viele Abgeordnete, Minister, hochrangige Beamte und mehrere Richter u. a. am Obersten Gerichtshof. Mehrere Mitglieder hatten hochrangige Ämter in der Vereinten Nationen inne. Eva Kolstad, NKF-Präsidentin 1956–1968, war stellvertretende Vorsitzende der UN-Frauenkommission, Verwaltungsministerin, Parteivorsitzende der Liberalen Partei und erste Ombudsfrau für die Gleichstellung der Geschlechter. Sigrun Hoel, NKF-Präsidentin 1984–1988, war ebenfalls Ombudsfrau für die Gleichstellung der Geschlechter. Torild Skard, NKF-Präsidentin 2006–2013, war u. a. Präsidentin der UNICEF auf internationaler Ebene.
Das Logo von NKF ist eine stilisierte Sonnenblume, die ab dem 19. Jahrhundert das meistverwendete Symbol der liberalen Frauenbewegung in den USA und Norwegen war. NKF-Gründerin Gina Krog führte das Symbol nach amerikanischem Vorbild ein.

## Präsidenten
- 1884–1885: Hagbard Berner
- 1885–1886: Anna Stang
- 1886–1888: Ragna Nielsen
- 1888–1889: Anna Bugge
- 1889–1895: Ragna Nielsen
- 1895–1899: Randi Blehr
- 1899–1903: Fredrikke Marie Qvam
- 1903–1922: Randi Blehr
- 1922–1926: Aadel Lampe
- 1926–1930: Fredrikke Mørck
- 1930–1935: Anna Hvoslef
- 1935–1936: Kitty Bugge
- 1936–1946: Margarete Bonnevie
- 1946–1952: Dakky Kiær
- 1952–1955: Ingerid Gjøstein Resi
- 1955–1956: Marit Aarum
- 1956: Signe Swensson
- 1956–1968: Eva Kolstad
- 1968–1972: Clara Ottesen
- 1972–1978: Kari Skjønsberg
- 1978–1984: Karin Maria Bruzelius
- 1984–1988: Sigrun Hoel
- 1988–1990: Irene Bauer
- 1990–1992: Siri Hangeland
- 1992–1994: Bjørg Krane Bostad
- 1994–1998: Kjellaug Pettersen
- 1998–2004: Siri Hangeland
- 2004–2006: Berit Kvæven
- 2006–2013: Torild Skard
- 2013–2016: Margunn Bjørnholt
- 2016–2018: Marit Nybakk
- 2018–2020: Karin Maria Bruzelius
- 2020–: Anne Hege Grung